# Kurt Grulich
Kurt Grulich (* 26. August 1918 in Woltersdorf, Kreis Saatzig) war ein deutscher Politiker und Funktionär der DDR-Blockpartei Demokratische Bauernpartei Deutschlands (DBD). 
Grulich war Sohn eines Landarbeiters und gelernter Gärtner. Er wirkte in Gädebehn, Kreis Schwerin, wo er als Vorsitzender der LPG „Einheit“ tätig war. Von 1958 bis 1967 gehörte er als Abgeordneter der Volkskammer der DDR an. Er lebte zuletzt im Ortsteil Kladow der Gemeinde Crivitz.